# Mercedes-Benz W203
Mercedes-Benz W203 (eller Mercedes-Benz C-klass) är en personbil, tillverkad av den tyska biltillverkaren Mercedes-Benz mellan 2000 och 2008. En uppdaterad version av Sportcoupén tillverkades mellan 2008 och 2010 under namnet CLC-klass.

## W203
Versioner:
| Modell          | Årsmodell | Motor                      | Cylindervolym | Effekt     | Bränslesystem                  |
| --------------- | --------- | -------------------------- | ------------- | ---------- | ------------------------------ |
| C180            | 2000-01   | M111: 4-cyl radmotor dohc  | 1998 cm³      | 129 hk     | Bränsleinsprutning             |
| C200 Kompressor | 2000-01   | M111: 4-cyl radmotor dohc  | 1998 cm³      | 163 hk     | Bränsleinsprutning, kompressor |
| C200 CDI        | 2000-02   | OM611: 4-cyl radmotor dohc | 2151 cm³      | 116 hk     | Common rail turbodiesel        |
| C220 CDI        | 2000-02   | OM611: 4-cyl radmotor dohc | 2151 cm³      | 143 hk     | Common rail turbodiesel        |
| C230 Kompressor | 2000-01   | M111: 4-cyl radmotor dohc  | 2295 cm³      | 197 hk     | Bränsleinsprutning, kompressor |
| C240            | 2000-05   | M112: 6-cyl V-motor ohc    | 2597 cm³      | 170 hk     | Bränsleinsprutning             |
| C270 CDI        | 2000-05   | OM612: 5-cyl radmotor dohc | 2585 cm³      | 170 hk     | Common rail turbodiesel        |
| C280            | 2000-05   | M112: 6-cyl V-motor ohc    | 2799 cm³      | 197 hk     | Bränsleinsprutning             |
| C180 Kompressor | 2002-07   | M271: 4-cyl radmotor dohc  | 1796 cm³      | 143 hk     | Bränsleinsprutning, kompressor |
| C200 Kompressor | 2002-07   | M271: 4-cyl radmotor dohc  | 1796 cm³      | 163 hk     | Bränsleinsprutning, kompressor |
| C200 GCI        | 2002-05   | M271: 4-cyl radmotor dohc  | 1796 cm³      | 170 hk     | Bränsleinsprutning, kompressor |
| C230 Kompressor | 2002-07   | M271: 4-cyl radmotor dohc  | 1796 cm³      | 192-204 hk | Bränsleinsprutning, kompressor |
| C320            | 2002-05   | M112: 6-cyl V-motor ohc    | 3199 cm³      | 218 hk     | Bränsleinsprutning             |
| C32 AMG         | 2002-05   | M112: 6-cyl V-motor ohc    | 3199 cm³      | 354 hk     | Bränsleinsprutning, kompressor |
| C200 CDI        | 2003-07   | OM646: 4-cyl radmotor dohc | 2148 cm³      | 122 hk     | Common rail turbodiesel        |
| C220 CDI        | 2003-07   | OM646: 4-cyl radmotor dohc | 2148 cm³      | 143 hk     | Common rail turbodiesel        |
| C30 CDI AMG     | 2003-05   | OM612: 5-cyl radmotor dohc | 2998 cm³      | 231 hk     | Common rail turbodiesel        |
| C55 AMG         | 2004-07   | M113: 8-cyl V-motor ohc    | 5439 cm³      | 367 hk     | Bränsleinsprutning             |
| C160            | 2006-07   | M271: 4-cyl radmotor dohc  | 1796 cm³      | 122 hk     | Bränsleinsprutning, kompressor |
| C230            | 2006-07   | M272: 6-cyl V-motor dohc   | 2496 cm³      | 204 hk     | Bränsleinsprutning             |
| C280            | 2006-07   | M272: 6-cyl V-motor dohc   | 2996 cm³      | 231 hk     | Bränsleinsprutning             |
| C320 CDI        | 2006-07   | OM642: 6-cyl V-motor dohc  | 2987 cm³      | 224 hk     | Common rail turbodiesel        |
| C350            | 2006-07   | M272: 6-cyl V-motor dohc   | 3498 cm³      | 272 hk     | Bränsleinsprutning             |

## CLC-klass
Medan övriga W203-varianter ersattes av W204 under 2007, fortsatte en uppdaterad Sportcoupé att säljas fram till 2010 som CLC-klass. Bilen hade ny interiör och en ny front som gjorde den mer lik den nuvarande C-klassen. Produktionen flyttades från tyska Sindelfingen till Juiz-de-Fora i Brasilien.
Versioner:
| Modell            | Årsmodell | Motor                      | Cylindervolym | Effekt | Bränslesystem                  |
| ----------------- | --------- | -------------------------- | ------------- | ------ | ------------------------------ |
| CLC180 Kompressor | 2008-10   | M271: 4-cyl radmotor dohc  | 1796 cm³      | 143 hk | Bränsleinsprutning, kompressor |
| CLC200 Kompressor | 2008-10   | M271: 4-cyl radmotor dohc  | 1796 cm³      | 184 hk | Bränsleinsprutning, kompressor |
| CLC200 CDI        | 2008-10   | OM646: 4-cyl radmotor dohc | 2148 cm³      | 122 hk | Common rail turbodiesel        |
| CLC220 CDI        | 2008-10   | OM646: 4-cyl radmotor dohc | 2148 cm³      | 150 hk | Common rail turbodiesel        |
| CLC230            | 2008-10   | M272: 6-cyl V-motor dohc   | 2496 cm³      | 204 hk | Bränsleinsprutning             |
| CLC350            | 2008-10   | M272: 6-cyl V-motor dohc   | 3498 cm³      | 272 hk | Bränsleinsprutning             |

## Bilder

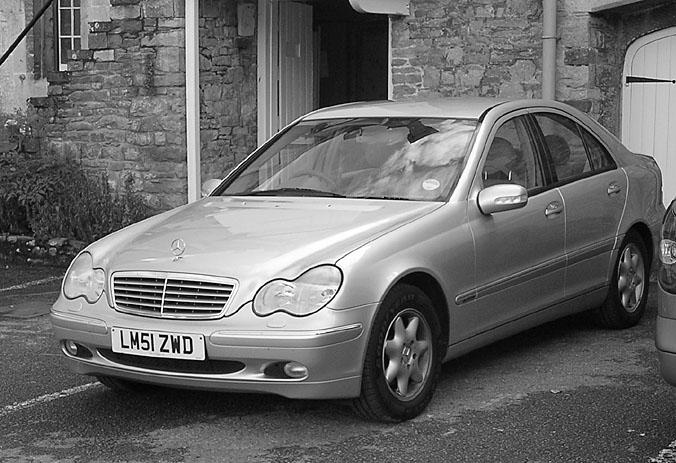
W203 sedan
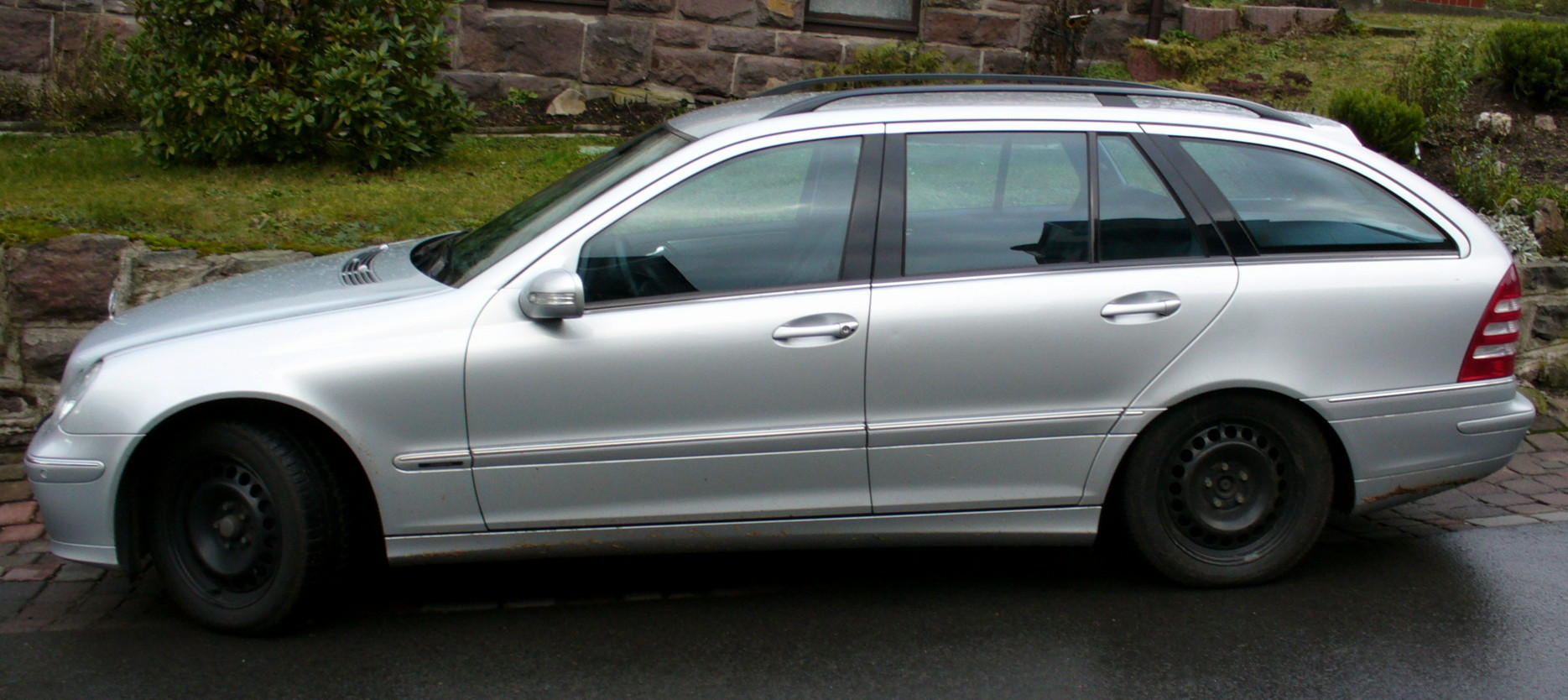
S203 kombi
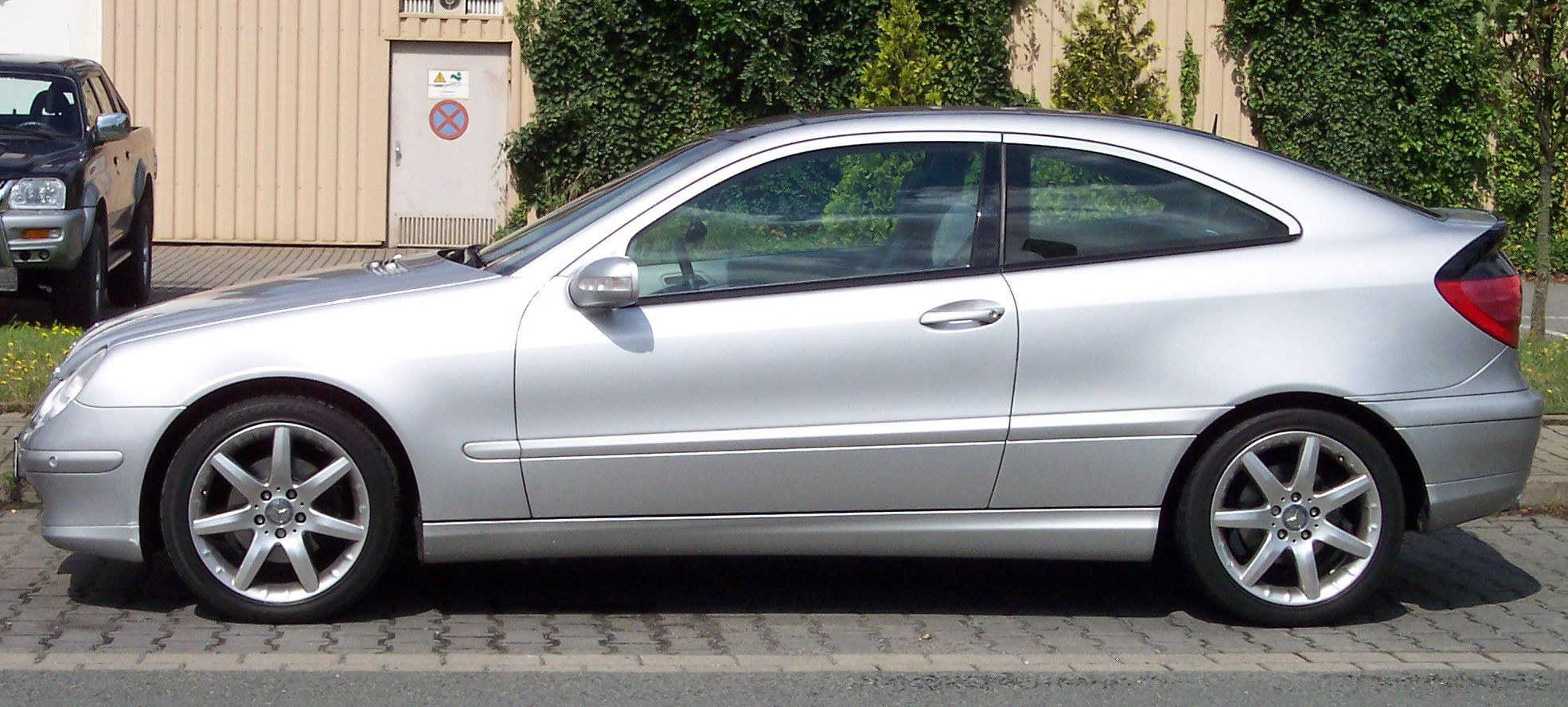
CL203 Sportcoupé
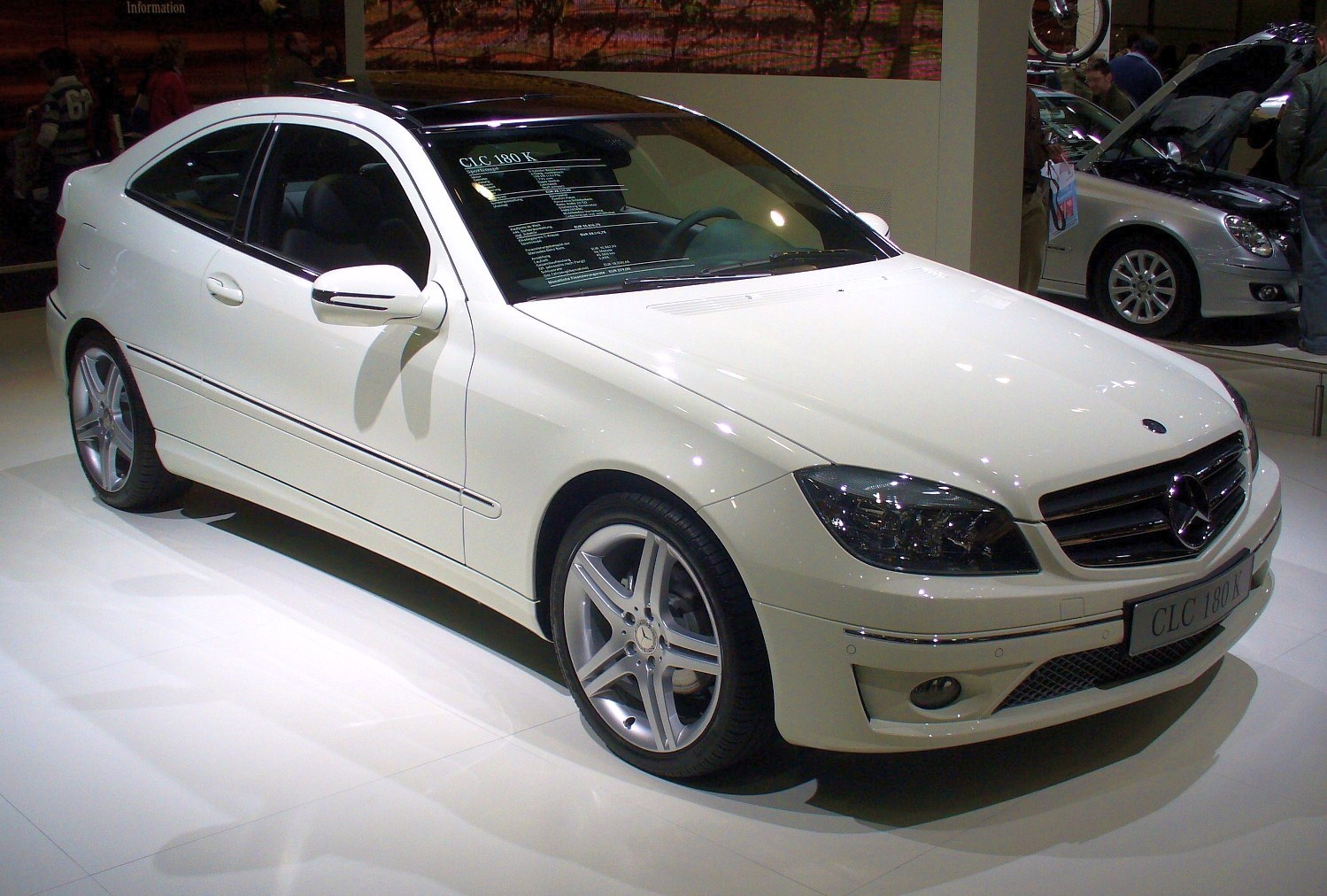
CLC-klass